# Neuvicq-le-Château
Neuvicq-le-Château är en by belägen i västra Frankrike i nordöstra delen av departementet Charente-Maritime. Neuvicq-le-Château ligger i regionen Nouvelle-Aquitaine.
Byn är belägen mellan de två gamla provinserna Saintonge och Angoumois och ligger 15 km öster om Matha, 30 km väster om Angoulême och 100 km öster om La Rochelle.
Som namnet visar har Neuvicq-le-Château ett medeltida slott, byggt på 1450-talet.
Byn har omkring 400 invånare.

## Befolkningsutveckling
Antalet invånare i kommunen Neuvicq-le-Château
| Referens: INSEE |

## Bilder på Neuvicq-le-Château

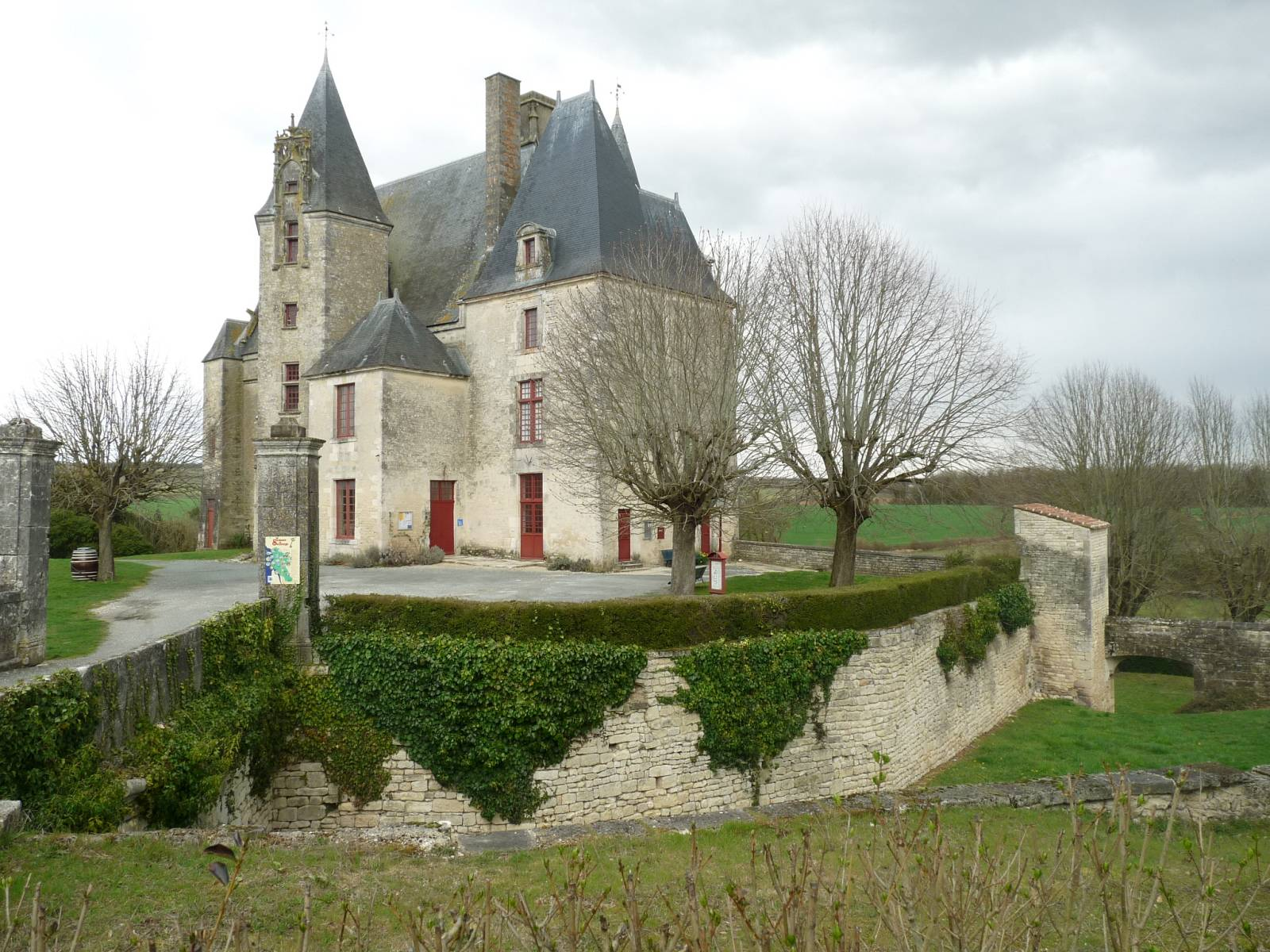
Slottet.
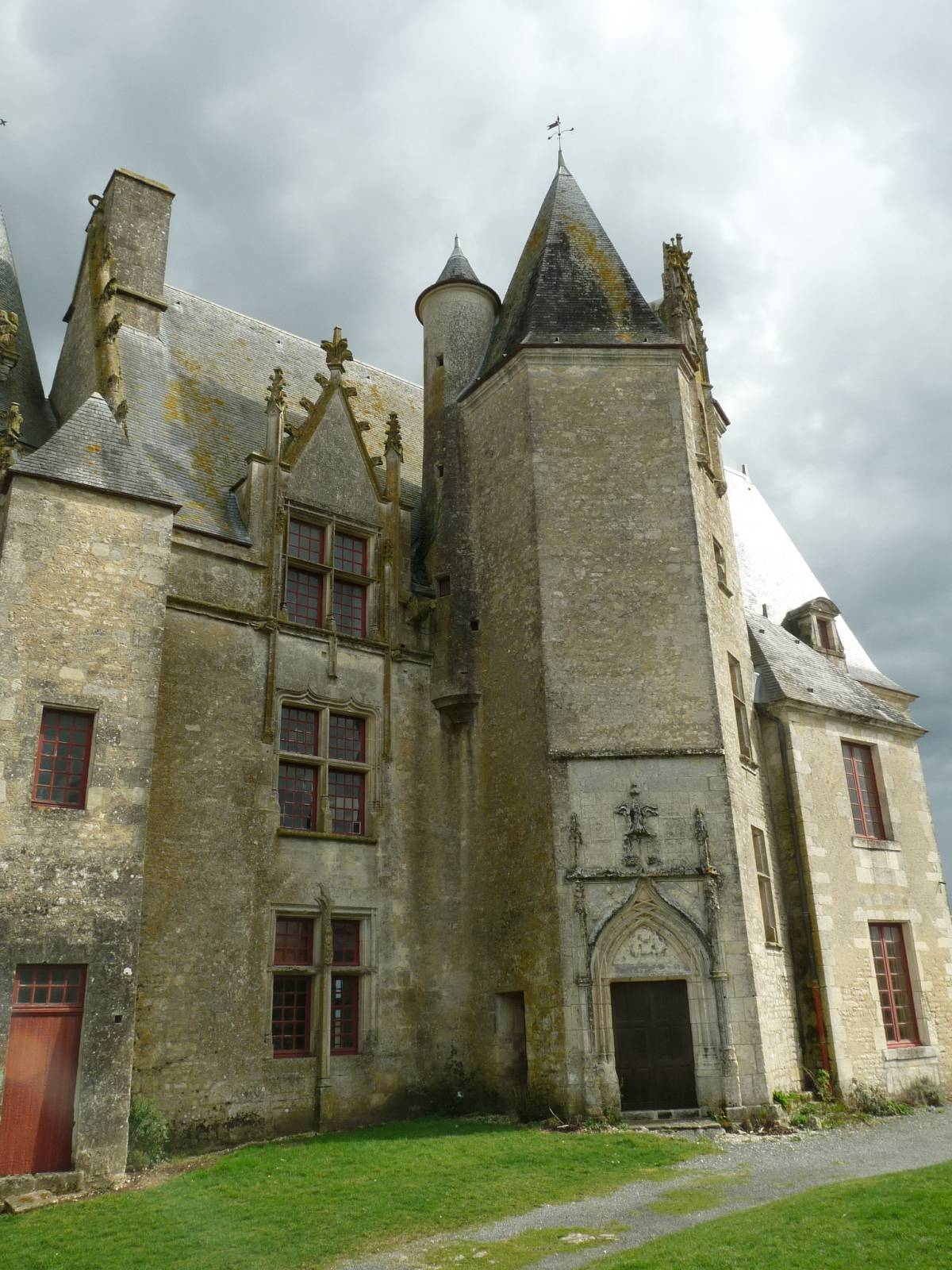
Slottet.
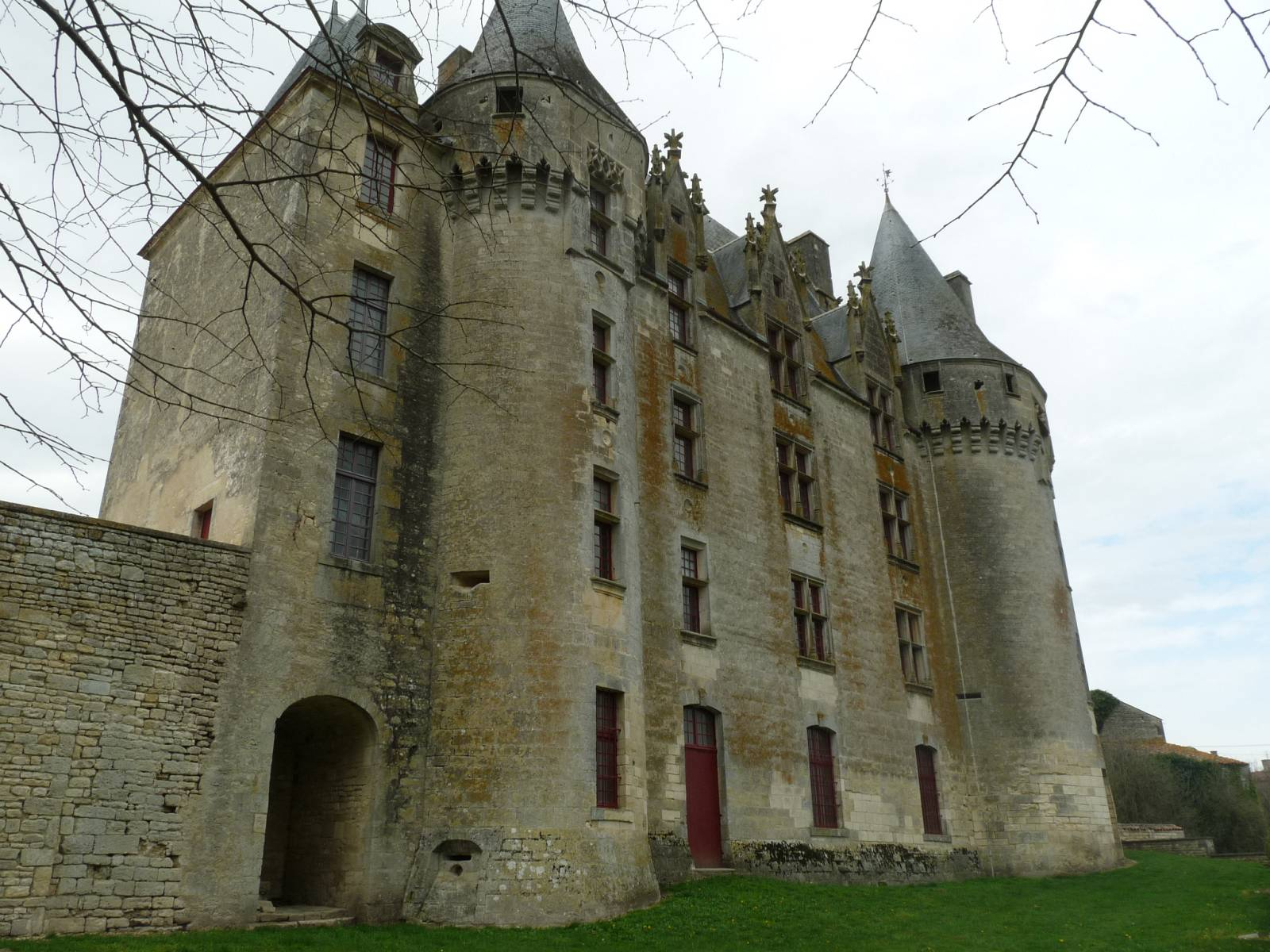
Slottet.
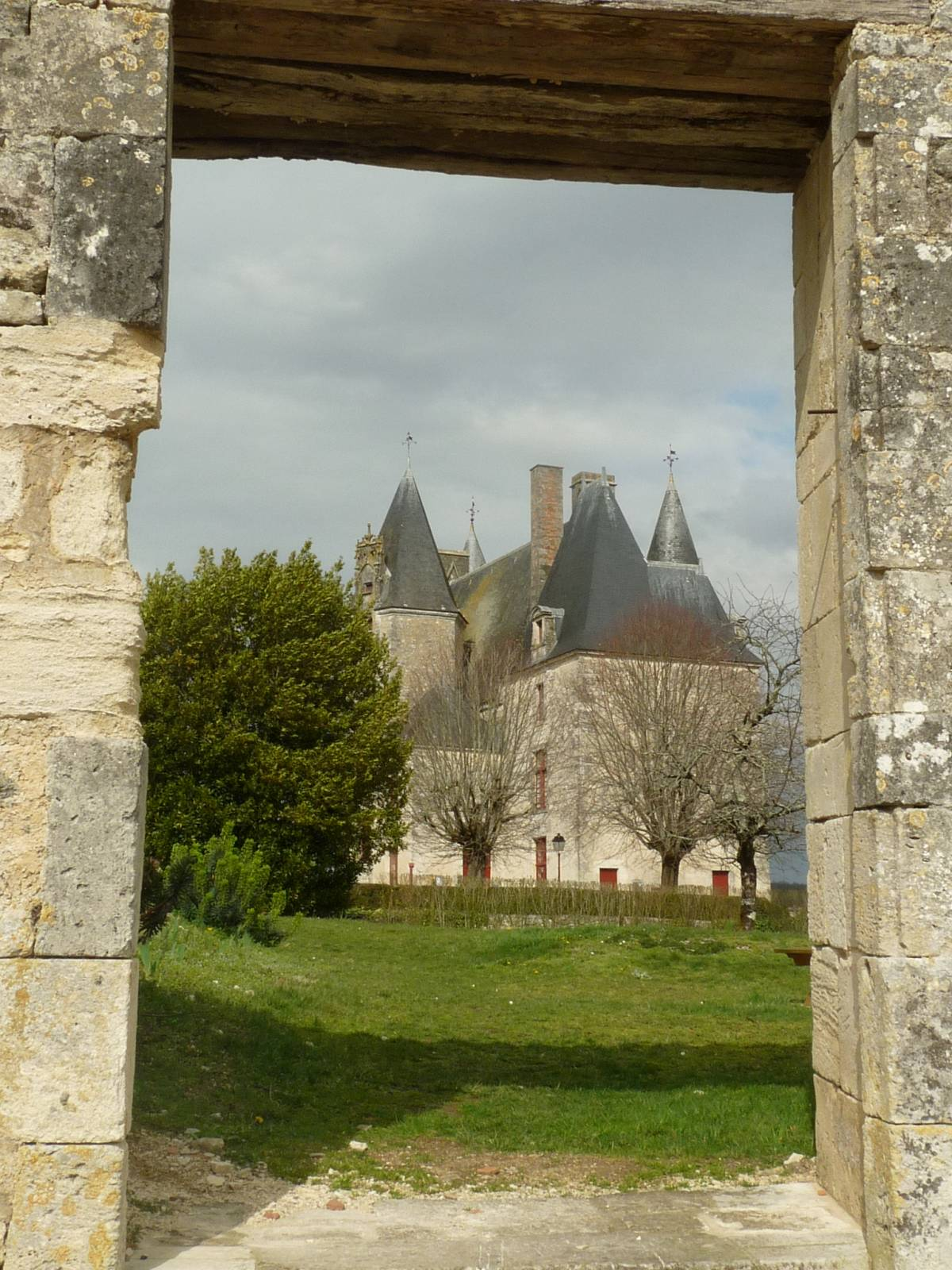
Slottet.